# كونان الثاني
كونان الثاني ولد 1033 وتوفي في ديسمبر 1066 وكان دوق بريتاني من سنة 1040 إلى حين وفاته
كان كونان الابن الأكبر وولي العهد لدوق بريتاني آلان الثالث Alan III وأمه بيرثا دي بلويس Berthe de Blois.
اغتصب إرث كونان من قبل عمه أودسEudes كونت بينثيرفا الذي حكم بريتاني كوصي على كونان. وبحلول الوقت رفض عمه التخلي عن السلطة لصالح كونان والذي استطاع في النهاية في سنة 1057 أن يقبض على عمه ويقيده بالسلاسل ويزج به في السجن.
و بعد تنصيب كونان كدوق لبريتاني واجه العديد من التهديدات أبرزها ثورات النبلاء والتي دعمها ويليام الفاتح دوق نورماندي في ذلك الوقت وملك انكلترا لاحقاً. وكان لبريتاني كدوقية مستقلة عداء تقليدي مع جارتها نورماندي، وقد اندلعت الحرب بين 1064 و 1065 إثر دعم ويليام لريفالون الأول على التمرد ضد كونان
في سنة 1065 قبل غزوه للأراضي الإنكليزية أرسل ويليام رسائل إلى جميع المقاطعات بما فيها بريتاني حذرهم فيها من مهاجمة أراضيه وبان مهمته تحت لواء البابوية. وارسل كونان رسالة بأنه سيغتنم الفرصة لغزو الدوقية. على أي حال في سنة 1066 أثناء حملته ضد الآنجو Anjou كان قد استولى على باونسا وسيغرى ووصل إلى شاتيو غانتير حيث وجد مقتولا هناك إثر تسممه من قفازات الخيل التي لبسها، ويشتبه إلى حد بعيد بأن ويليام كان وراء هذه المكيدة
و قد خلف كونان شقيقته هاويس التي تزوجت من هول دوق كورنوال وكان زواجاً سياسياً هدفه حفظ الاستقرار في المناطق الشرقية والغربية للدوقية.